# Finta Aba
Finta Aba († 1287) est un aristocrate hongrois du clan Aba. Il est voïvode de Transylvanie entre 1278 et 1280 puis Palatin de Hongrie entre juillet 1280 et avril 1281.
Il est célèbre pour avoir capturé le roi Ladislas IV de Hongrie dit le Couman en 1280.

## Biographie

### Famille
Finta nait dans la branche Széplak de la prestigieuse famille Aba, fils de l'ispán David Aba. Il a au moins deux frères: le palatin Amadé Aba et le juge royal Péter Aba, et une sœur qui se fiance à Simon Kacsics, de la branche Zagyvafő, en 1290. Finta eut une fille, Klara, qui épousa Gyula III Kán († 1299), ispán de Baranya.

### Carrière
En 1277-1278, une fois déclaré majeur, Ladislas IV de Hongrie vainc et élimine les aspirations au pouvoir de Roland, fils de Mark, et de l'ensemble du clan Geregye (en), dirigé par l'ancien voïvode Nicolas Geregye (en) et l'ispán Geregye II Geregye (en). Ce dernier est exécuté pour haute trahison fin 1278 : c'est la première fois que le pouvoir royal central participe activement au démantèlement d'une autorité locale, à la suite de la situation anarchique qui régnait depuis 1272. Finta joua un rôle majeur dans les luttes contre les Geregyes, ce qui lui vaut de se voir attribuer l'ensemble du comté d'Ung par le roi Ladislas IV en 1279. Malgré l'échec de l'expédition royale contre la famille Kőszegi, le clan Csák, principal adversaire, fait un compromis avec les Gutkeled qui immédiatement rompent leur alliance avec les Kőszegis à l'été 1278.
À la suite de cet accord, un nouveau gouvernement baronial est formé, où les huit « grands offices de l'État » sont détenus par quatre membres de la famille Csák, deux par le clan Gutkeleds, un par Jakó Kaplon et un autre par Finta Aba qui devient voïvode de Transylvanie en remplacement de Nicolas Pok (en). Cependant, l'action du légat apostolique Philippe III (en), évêque de Fermo, détruit la paix fragile en excommuniant Ladislas IV et en plaçant la Hongrie sous interdit en raison de l'influence croissante des Coumans païens. Les barons sont alors divisés quant au soutien à apporter au roi et les tensions s'intensifient davantage lorsque le roi décide d'arrêter et d'emprisonner l'évêque Philippe de Fermo début janvier 1280, mettant la Hongrie en conflit avec toute l'Europe chrétienne et l'Eglise.
Vraisemblablement sous la direction du palatin Máté II Csák (en), les barons décident d'emprisonner Ladislas IV. Après le 17 janvier 1280, alors que le roi séjourne en Transylvanie, Finta Aba le capture et le remet à Roland Borsa (en), un allié de longue date des Csák. Gyula Kristó, Jenő Szűcs et d'autres historiens affirment que Finta était à la tête de la conspiration, mais Attila Zsoldos affirma que Finta fut nommé palatin quelques mois plus tard, remplaçant Matthieu Csák[8]. En moins de deux mois, le légat et le roi furent libérés et Ladislas prêta un nouveau serment d'appliquer les lois coumanes et pardonna également à ses ravisseurs.
Gyula Kristó (en), Jenő Szűcs (en) et d'autres historiens affirment que Finta était à la tête de la conspiration, mais Attila Zsoldos défend que Finta fut nommé palatin quelques mois plus tard, remplaçant Matthieu Csák. En moins de deux mois, le légat et le roi sont libérés et Ladislas prête un nouveau serment de faire respecter les lois coumanes et pardonne à ses ravisseurs.
Se sentant à nouveau suffisamment fort à l'été 1280, Ladislas IV dépose le palatin Matthieu Csák et le remplaca par Finta Aba, prouvant ainsi que ce dernier n'était qu'un exécutant dans la conspiration de palatin Csák. Le nouveau voïvode est István, fils de Tekes (en), un fervent allié de Finta. Outre son poste de palatin, Finta occupe également les fonctions d'ispán des comtés de Somogy et de Sopron en 1280, ainsi que juge ex officio des Coumans.
Vers le milieu de l'année 1281, Ladislas décide de soulever le groupe baronnial rival lorsque Ivan Kőszegi, excommunié, est élu palatin de Hongrie, en remplacement de Péter Csák, qui avait succédé à Finta peu auparavant. Le voïvode István, fils de Tekes, et le juge royal Péter Aba, frère de Finta, perdent également leurs fonctions. Les chartes royales suivantes qualifient Finta de « déloyal », « traître », « dominateur », « impénitent » et « perfide », causant « beaucoup de souffrances au royaume ». Péter Aba ayant été nommé maître du trésor et Amédée Aba n'étant pas mentionnée, il est probable que seul Finta se soit rebellé contre le roi, et non l'ensemble du clan Aba. Cette révolte provoqua un conflit interne et Ladislas lança une campagne contre lui et s'empara de ses châteaux (dont ceux de Gede et Szalánc) à l'été 1281. Ladislas ne peut vaincre définitivement Finta qu'à la fin de l'année 1281, car des batailles et des sièges eurent lieu l'année suivante dans le nord-est de la Hongrie, et le château de Sárospatak, probablement défendu par István, fils de Tekes (en), qui était l'ispán du comitat, était également assiégé. Cependant, la rébellion des Coumans en 1282 apparait comme un problème bien plus grave. Finta Aba perd ensuite toute influence politique. Il meurt subitement en 1287 dans des circonstances inconnues et ses biens sont hérités par son jeune frère Amadé.

## Sources
- László Markó: A magyar állam főméltóságai Szent Istvántól napjainkig  (ISBN 9632089707)
- János Karácsonyi: A magyar nemzetségek a XIV. század közepéig,  Budapest, 1900-1901
- Árpádkori nádorok geneológiája In Turul:
- Józsefː Bánlaky: A magyar nemzet hadtörténete
- Gyula Kristó: A rozgonyi csata. Akadémiai Kiadó, Budapest, Budapest, 1978.  (ISBN 963 05 1461 3) p. 27–28.